# The Purple Monster Strikes
The Purple Monster Strikes é um seriado estadunidense de 1945, gênero ficção científica, dirigido por Spencer Gordon Bennet e Fred C. Brannon, em 15 capítulos, estrelado por Dennis Moore, Linda Stirling e Roy Barcroft. Foi produzido e distribuído pela Republic Pictures, e veiculou nos cinemas estadunidenses a partir de 3 de agosto de 1945.
A sequência, Flying Disc Man from Mars, em 1950, reutilizou cenas de arquivo do seriado.
Em 1966, foi editado como um filme de televisão, com 100 minutos de duração, sob o título D-Day on Mars.[carece de fontes?]

## Sinopse
O astrônomo Cyrus Layton está trabalhando à noite em um novo projeto de avião em seu Observatório, e testemunha o que ele acredita ser a queda de um meteorito à distância. Ele contata sua sobrinha Sheila e lhe pede para trazer Craig Foster para o Observatório, com a finalidade de ajudar na análise de sua descoberta. Ele prepara-se para procurar a cratera de meteorito mas, ao invés disso, descobre uma nave espacial. O piloto da nave emerge e explica ser do planeta Marte.
Na ilusão de que o estrangeiro é amigável, Layton o leva para o Observatório. Uma vez lá, o Marciano, chamando a si mesmo de "The Purple Monster", quer ver os desenhos de Layton para a nova nave espacial. Ele mostra com orgulho ao estrangeiro os desenhos, até que o estrangeiro revela estar roubando seus projetos, para construir uma nave espacial para si mesmo, e assim poder voar de volta a Marte e ter uma frota construída para invadir a terra. Quando Dr. Layton recusa, o Marciano o mata com uma arma que emite um gás "carbo-oxide", o qual mata instantaneamente. O estrangeiro, em seguida, se transforma em um fantasma e assume o corpo de Dr. Layton. Isso lhe permite enganar a sobrinha do astrônomo, Sheila, e o criminologista Craig Foster, assim como os que trabalham na Fundação de Dr. Layton, que é a responsável por encomendar o projeto da nave espacial.
O Marciano convence um gângster chamado Garrett e sua turma a auxiliar na trama de invasão. Com a ajuda dos criminosos, o alienígena começa a construir a nave. No entanto, os esforços do marciano fingindo ser Dr. Layton desmorona e Foster e Sheila percebem o que está acontecendo. Uma série de cenas de ação mostram o casal tentando descobrir e parar tudo o que o estrangeiro está fazendo na terra. Craig e Sheila batalham constantemente contra Purple Monster, Garrett e seus capangas, que utilizam poções de controle mental e armadilhas contra Craig e Sheila.
No capítulo 7 (The Evil Eye), Sheila é atraída para uma armadilha no esconderijo da gangue. Foster obtém as informações para salvá-la, amarrada e amordaçada dentro de uma sala carregado de explosivos para detonar quando um “olho elétrico” for acionado. No final do capítulo 7, Foster tropeça no “olho elétrico” e provoca a explosão e detonação do edifício. No entanto, no início do capítulo 8, Shelia consegue remover sua mordaça e alerta Foster sobre o olho, permitindo-lhe saltar sobre ele. Uma vez em segurança fora do edifício, Foster atira uma capanga, fazendo-a cair sobre o olho elétrico e acionar a bomba.
No último capítulo, Craig e Sheila percebem que Purple Monster está usando o corpo do Professor Layton e fazem um plano para descobrir a verdade. Enquanto Sheila convence o suposto Layton para assinar alguns documentos necessários para um financiamento, Craig desliza para dentro do escritório de Layton e secretamente instala uma câmera que será ativada remotamente quando o telefone for utilizado. Foster então escapa e chama o escritório, para informar que está trazendo reforços para pesquisar o Observatório, que pode ser o esconderijo de Purple Monster.
Craig e Sheila chegam no Observatório então deserto, e Sheila vai para o porão onde se depara com covil subterrâneo de Purple Monster e é sequestrada. Foster vai procurar Sheila e encontra o porão vazio, então descobre o covil secreto onde Sheila foi presa e amordaçada. Purple Monster ordena a seus capangas que a eliminem e destruam o Observatório, e escapa.
A história termina com Craig Foster usando uma parte da nave, um canhão de pulso sônica usada para destruir os meteoros. Assim, ele destrói a nave alienígena com Purple Monster dentro, enquanto ele tentava voar de volta para Marte e retornar com uma frota de invasão.

## Elenco
- Dennis Moore … Craig Foster. O herói era conhecido como Carry Foster durante as filmagens, e foi marcado Craig depois.[3]
- Linda Stirling … Sheila Layton
- Roy Barcroft … The Purple Monster. Originalmente o vilão era chamado "The Purple Shadow", e a mudança foi feita depois das filmagens.[3]
- James Craven … Dr. Cyrus Layton
- Bud Geary … Hodge Garrett
- Mary Moore … Marcia
- John Davidson … Imperador de Marte
- Joe Whitehead … Carl Stewart
- Anthony Warde … Tony
- Monte Hale … Dr. Harvey

## Produção
The Purple Monster Strikes foi orçado em $160 057  porém seu custo final foi $183 803  e foi o mais caro seriado da Republic em 1945. Foi filmado entre 17 de abril e 19 de maio de 1945, sob o título provisório The Purple Shadow Strikes. Foi a produção n.º 416.  Ele é considerado o primeiro seriado de ficção científica pós-guerra.
Roy Barcroft morava perto (a cerca de um quilômetro) dos estúdios da Republic, e procurou andar para manter a forma para este trabalho, pois o traje exigia um colante, e o ator decidiu perder peso para o seriado, conseguindo seu intento. Ele chamou o seriado de "The Jerk in Tights from Boyle Heights".
A roupa do The Purple Monster foi reutilizada em Flying Disc Man from Mars (para Mota), em Radar Men from the Moon (para Retik) e em Commando Cody: Sky Marshal of the Universe (o agente interpretado por Stanley Waxman). Cenas de arquivo de The Purple Monster Strikes também foram reutilizadas nesses seriados. As filmagens da queda do foguete foram reutilizadas em Flying Disc Man from Mars.
Este foi o último seriado de 15 capítulos da Republic, os posteriores foram todos de 12 ou 13 capítulos.

### Efeitos especiais
Os efeitos especiais foram criados pelos Lydecker brothers. Ocorreu um problema com a sequência de efeitos do acidente de foguete no primeiro capítulo. Na primeira tentativa, o foguete atingiu uma tubulação de água subterrânea, causando um lençol d’água, forçando uma retomada.

## Lançamento

### Cinema
O lançamento oficial de The Purple Monster Strikes é datado de 6 de outubro de 1945, porém esta é a data da disponibilização do 7.º capítulo.
O seriado foi relançado em 25 de março de 1957, entre os relançamentos de Dangers of the Canadian Mounted e Zorro's Black Whip. O último seriado lançado originalmente pela Republic foi King of the Carnival, em 1955.

### Televisão
The Purple Monster Strikes foi um dos 26 seriados da Republic a serem relançados como filmes para televisão, em 1966, sob o título D-Day on Mars, em uma versão com 100 minutos.

## Capítulos
1. The Man in the Meteor (22min 20s)
2. The Time Trap (13min 20s)
3. Flaming Avalanche (13min 20s)
4. The Lethal Pit (13min 20s)
5. Death on the Beam (13min 20s)
6. The Demon Killer (13min 20s)
7. The Evil Eye (13min 20s)
8. Descending Doom (13min 20s)
9. The Living Dead (13min 20s)
10. House of Horror (13min 20s)
11. Menace from Mars (13min 20s)
12. Perilous Plunge (13min 20s)
13. Fiery Shroud (13min 20s)
14. The Fatal Trial (13min 20s)
15. Take-off to Destruction (13min 20s)

fontes: